# Лізена

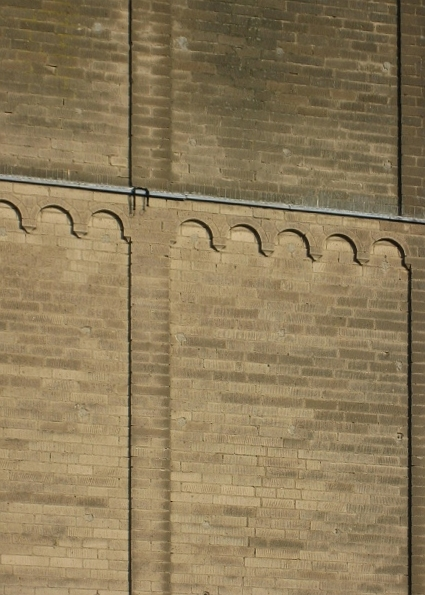
Лізени і фриз

Лізе́на (італ. lesena) чи лопатка — тонкий і плоский вертикальний виступ стіни, що має конструктивне і композиційне значення. На відміну від пілястри не має прикрас, бази і капітелі.